# フランスとウズベキスタンの関係

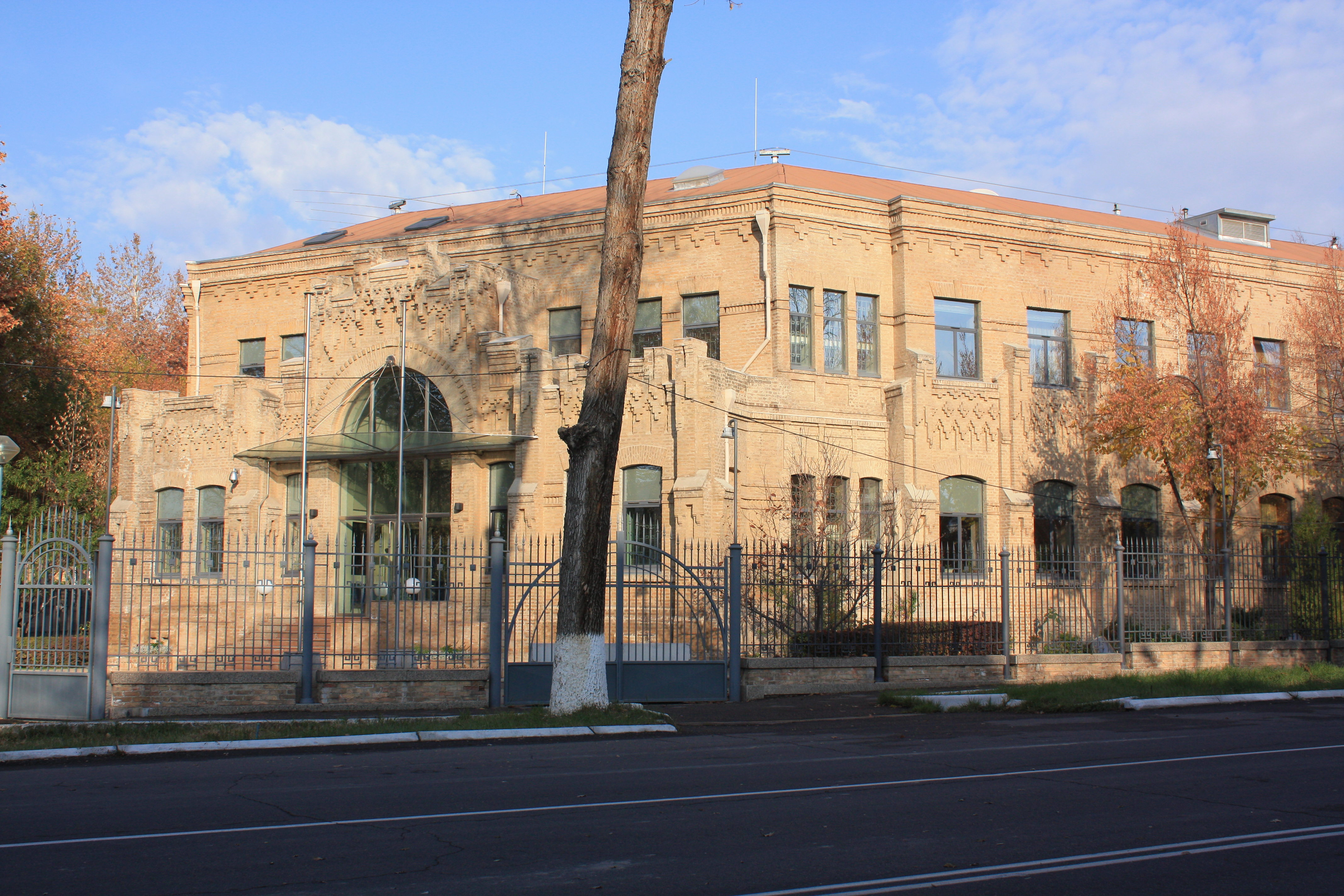
在ウズベキスタンフランス大使館

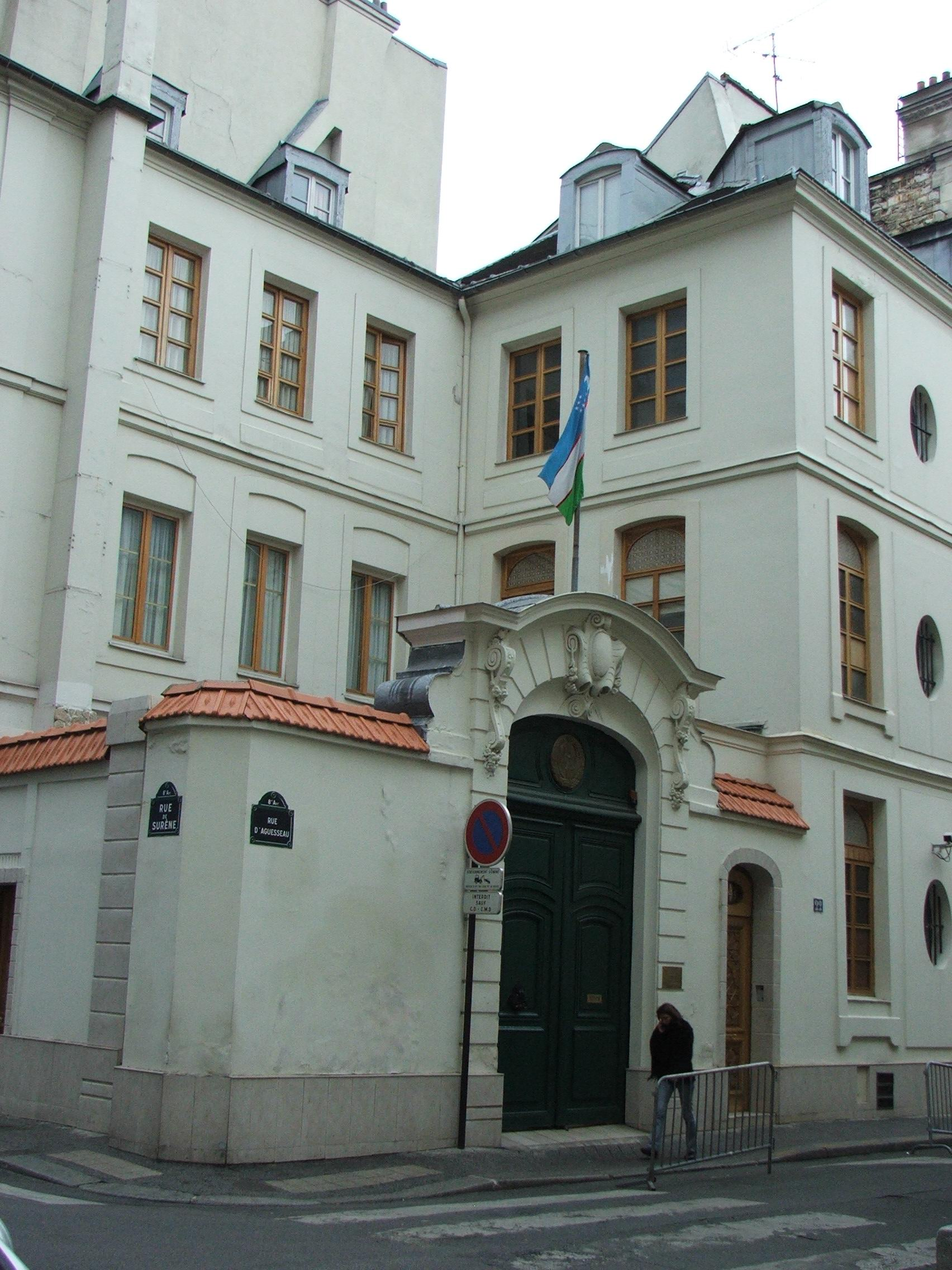
在フランスウズベキスタン大使館

本項目では、フランスとウズベキスタンの二国間関係について記述する。

## 外交関係
1992年3月1日、ウズベキスタンとフランスの両国は正式に国交を樹立、タシュケントにフランス大使館が置かれることとなった。1993年10月27日には国交樹立の際の協定を強化する形で友好通商条約が締結された。
1994年4月、フランソワ・ミッテランがフランスの大統領として初めてウズベキスタンを公式訪問した。フランスの大統領がウズベキスタンを訪問したのはこの1回のみである。一方、ウズベキスタン大統領イスラム・カリモフはUNESCOの会合が開催された1993年10月と1996年4月の2回フランスを公式に訪問している。

## 経済関係
フランスとウズベキスタン二国間の貿易額はフランスの全貿易額に比して比較的小さいものの、徐々に増加傾向にある。輸出入額は2006年から2007年までの一年間で2倍に増加し、フランスの輸出額は5170万ユーロ、ウズベキスタンの輸出額は1.57億ユーロとなっている。ウズベキスタンの輸出額はその多くをエネルギー製品に依っている一方で、フランスの輸出品目は電子製品や化学薬品などより多岐にわたっている。35のフランス企業がウズベキスタンへ投資を行なっており、代表的な例としては2000年に投資を開始したジオコトン (前ダグリス) や2006年より投資を開始したジェーシードゥコーなどがある。
経済省、産業雇用省は両国間の経済関係をより良好なものとするために経済援助などの事業を行なっている。

## 文化交流
フランスはタシュケントとサマルカンドにフランス文化センターを設置している。また、タシュケントにはフランス中央アジア研究所（IFEAC）が設置されている。
加えて、タシュケントには在ウズベキスタンフランス人用の学校が整備されている。これは2001年にフランス在外教育庁から認可された。

## 出来事
2011年5月19日、ウズベキスタン大統領イスラム・カリモフの娘であるローラ・カリモヴァはフランスのインターネット新聞Rue89が自身の父を独裁者と表現したことに対して名誉毀損であるとして訴訟を起こした。
2011年6月下旬、パリ第17高等裁判所は最終的に無罪の判決を下した。